# Omri Casspi
Omri Casspi Moshe (Hebraico: עומרי כספי, nascido em 22 de junho de 1988) é um jogador profissional de basquete que atualmente joga pelo Memphis Grizzlies da NBA. Foi a 23ª escolha geral do Draft de 2009 feita pelo Sacramento Kings.

## Estatísticas na NBA

### Temporada Regular
| Ano      | Equipe              | PJ  | PT | MPJ  | AP   | 3P   | LL   | RT  | AS  | BR  | TO  | PPJ  |
| -------- | ------------------- | --- | -- | ---- | ---- | ---- | ---- | --- | --- | --- | --- | ---- |
| 2009-10  | Sacramento Kings    | 77  | 31 | 25.1 | .446 | .369 | .672 | 4.5 | 1.2 | 0.7 | 0.2 | 10.3 |
| 2010-11  | Sacramento Kings    | 71  | 27 | 24.0 | .412 | .372 | .673 | 4.3 | 1.0 | 0.8 | 0.2 | 8.6  |
| 2011-12  | Cleveland Cavaliers | 65  | 35 | 20.6 | .403 | .315 | .685 | 3.5 | 1.0 | 0.6 | 0.3 | 7.1  |
| 2012-13  | Cleveland Cavaliers | 43  | 1  | 11.7 | .394 | .329 | .537 | 2.7 | 0.7 | 0.6 | 0.3 | 4.0  |
| 2013-14  | Houston Rockets     | 71  | 2  | 18.1 | .422 | .347 | .680 | 3.7 | 1.2 | 0.6 | 0.2 | 6.9  |
| Carreira |                     | 327 | 96 | 20.7 | .421 | .352 | .667 | 3.8 | 1.1 | 0.7 | 0.2 | 7.7  |